# اولیویه فان نورت
اولیور ون نورت (انگلیسی: Olivier van Noort؛ ۱۵۵۸ – ۲۲ فوریه ۱۶۲۷) یک گردشگر اهل هلند بود.